# 80s Mercedes
80s Mercedes è un singolo della cantautrice statunitense Maren Morris, pubblicato nel 2016 ed estratto dall'album Hero.
Il brano è stato coscritto e coprodotto dall'artista con busbee.

## Promozione
Ai CMT Awards del 2016 la cantante ha cantato il brano con Alicia Keys.

## Tracce
- Download digitale

1. 80s Mercedes – 3:31